# Stonewall (Carolina del Nord)
Stonewall è un comune degli Stati Uniti d'America, situato in Carolina del Nord, nella contea di Pamlico.